# Карголомское княжество
Ка́рголомское кня́жество — русское удельное княжество под управлением князей Ка́рголомских, одной из ветвей князей Белозерских, происходящих от князей Ростовских, из династии Рюриковичей.
Род внесён в Бархатную книгу

## Территория
Небольшое феодальное владение, выделилось из Белозерского княжества в конце XIV века. Княжеский род и само княжество назывались так по главному центру владений, селу Карголом, волостная территория которого тянулась по берегу Белого озера к Кубенскому, начинаясь несколько выше устья Шексны на востоке. Вначале в состав княжества входила и Ухтомская волость, но впоследствии она отделилась от Карголома.

## Князья Карголомские
Угасшие князья Карголомские, вместе с родоначальником насчитывают всего три поколения. Потомок Рюрика, правнук последнего Белозерского удельного князя Романа Михайловича, сын князя Василия Романовича — князь Иван Васильевич получил в удел село Карголом с волостью и являлся родоначальником князей Карголомских.
Его дети, князья Иван Иванович и Фёдор Иванович упомянутый в дворянах в государевых походах в Новгород в 1492 и 1495 годах, владели волостями раздельно: первый — Ухтомской, а второй — Карголомской. После смерти бездетно умершего князя Ивана Фёдоровича, сына князя Фёдора Ивановича — Карголом соединился с Ухтомской волостью в руках князя Ивана Ивановича Ухтомского, родоначальника княжеского рода Ухтомские.

## История
С 1487 года в селе Карголом находились в ссылке члены семьи казанских ханов, вдова хана Ибрагима царица Фатима, её младшие сыновья Мелик-Тагир, Худай-Кул, их жены и дети. Царица Фатима и Мелик-Тагир скончались в ссылке.